# Deheubarth
Deheubarth fou un estat medieval gal·lès que es va formar l'any 950 com a escissió de la meitat sud del regne de Gwynedd. Actualment els historiadors fan servir aquest terme per referir-se a diversos territoris units governats pel casal de Dinefwr, però Deheubarth en si mateix no és considerat un reialme pròpiament dit, com sí que ho van ser Gwynedd, Powys o Dyfed; això queda palès en les expressions en llatí emprades en aquella època per referir-se a ells dextralis pars («terres de la banda dreta») o Britonnes dexterales («els britans del sud») però mai amb un nom que fes referència com a estat. Els escriptors antics van fer servir el terme Deheubarth per referir-se a tot el país de Gal·les quan volien distingir-lo de Hen Ogledd, els territoris del nord de la Gran Bretanya habitats per gent d'ètnia celtobritana, d'on era originari Cunedda, fundador de Cymry. Segons la documentació, el 1197 Deheubarth tenia el seu govern repartit entre diversos prínceps els quals eren vassalls de Gwynedd.

## Història

### Fundació de Deheubarth
Cadell ap Rhodri, rei de Seisyllwg, va col·locar el seu fill Hywel Dda (Hywel el Bo) en el govern de Dyfed, territori heretat per un nebot de la seva esposa, el qual va morir sense descendents. Quan l'any 950, Cadell va morir, les seves terres van quedar repartides entre Hywel i el seu germà menor Clydog, però sembla que aquest va morir aviat sense descendència i Hywel va fusionar ambdós governs per crear Deheubarth. La capital, i seu del seu poder, es va fixar al castell de Dinefwr.
L'any 986, Maredudd ab Owain va ampliar el territori ocupant Gwynedd i fent deposar el seu rei Cadwallon ab Ieuaf, del casal d'Aberffraw. Deheubarth, com altres regnes medievals gal·lesos, subsistí fins a la conquesta normanda, però les disputes internes entre senyors feudals causaren que només en certs períodes fos un estat unitari amb un governant independent. Va ser annexat per Llywelyn ap Seisyll de Gwynedd l'any 1018, posteriorment per Rhydderch ab Iestyn de Morgannwg en el 1023. El fill de Llywelyn ap Sisyll, Gruffydd ap Llywelyn, s'apoderà novament de Deheubarth i esdevingué governant de la major part de Gal·les però, en morir, l'antiga dinastia de Dinefwr recuperà el poder.

### Floriment
En el camp religiós, molt important en l'època, Sulien de Llanbadarn (ca 1030 – 1091) va ser autor d'algunes sagues i fou elegit bisbe de Tyddewi en l'any 1073. Els seus dos fills el seguiren en el ministeri sacerdotal (en aquesta època encara no s'havia establert el celibat per als capellans). Un d'ells, Rhygyfarch (o Ricemarch) de Llanbadarn Fawr fou l'autor de la vida de sant David de Gal·les; i l'altre fill, Ieuan de Llanbadarn va ser un molt bon cal·lígraf i copista de les obres de sant Agustí d'Hipona.
Rhys ap Tewdwr regnà del 1078 al 1093 i respongué a diversos intents per destronar-lo, incrementant considerablement el poder del regne.

### Pèrdua de territoris
Tanmateix, els normands començaven a establir-se en la frontera oriental de Deheubarth, i el 1093 Rhys morí en estranyes circumstàncies mentre resistia la seva expansió a Brycheiniog. Això comportà la conquesta normanda de la major part del regne, alhora que el seu fill Gruffydd ap Rhys s'havia de convertir en fugitiu. Amb el pas del temps, Gruffydd acabà esdevenint príncep d'una petita part de les terres que havia posseït son pare, considerablement retallades ara per diversos senyors normands.

### Resistència contra l'ocupació normanda
L'any 1136, els gal·lesos es revoltaren contra els normands, i Gruffydd s'alià amb el regne de Gwynedd. Juntament amb Owain Gwynedd i Cadwaladr ap Gruffydd de Gwynedd guanyaren els invasors normands a la batalla de Crug Mawr, a prop d'Aberteifi, i alliberaren el Ceredigion de la dominació normanda. Però, per bé que històricament el Ceredigion havia estat part de Deheubarth, el poder sobre l'àrea recaigué en Gwynedd en tant que membre més poderós de la coalició. Gruffydd fou assassinat un any més tard en circumstàncies desconegudes.
El poder a Deheubarth recaigué ara en els fills de Gruffydd, quatre dels quals, Anarawd, Cadell, Maredudd i Rhys ap Gruffydd, governaren per torns. La mort d'un governant originava sovint desunió i lluites internes per la supremacia, però els quatre germans treballaren plegats per recuperar de mans normandes el regne del seu avi, i expulsar el rei Gwynedd de Ceredigion. Dels tres primers, només Cadell regnà més que uns quants anys, però el germà més petit, Rhys ap Gruffydd (lord Rhys) regnà del 1155 al 1197, i després de la mort d'Owain Gwynedd de Gwynedd el 1170, feu de Deheubarth el regne gal·lès més poderós. Rhys, conscient del seu poder signava els documents oficials no com a rei de Deheubarth, sinó amb un títol d'abast més extens: príncep de Gal·les.

### Desaparició del reialme
En morir Rhys ap Gruffydd (1197) el regne va ser repartit entre alguns dels seus fills, i el poder de Deheubarth mai més no fou rival de Gwynedd. A començaments del segle xiii, els prínceps de Deheubarth apareixien com a clients de Llywelyn el Gran de Gwynedd. A conseqüència de la desfeta dels prínceps de Gwynedd i de la divisió del seu reialme amb l'Estatut de Rhuddlan, Deheubarth va ser partit en els comtats històrics de: Sir Abertifi (Cardiganshire), Sir Gaerfyrddin (Carmarthenshire) i Sir Benfro (Pembrokeshire).

## Llista de reis
- Hywel Dda ap Cadell 909-950
- Rhodri ap Hywel 950-953
- Edwin ap Hywel 950-954
- Owain ap Hywel 950-987
- Maredudd ab Owain 987-999
- Cynan ap Hywel 999-1005
- Edwin ab Einion 1005-1018
- Cadell ab Einion 1005-1018
- Llywelyn ap Seisyll 1018-1023
- Rhydderch ab Iestyn 1023-1033
- Hywel ab Edwin 1033-1044
- Gruffydd ap Llywelyn 1044-1045
- Gruffydd ap Rhydderch 1045-1055
- Gruffydd ap Llywelyn 1055-1063

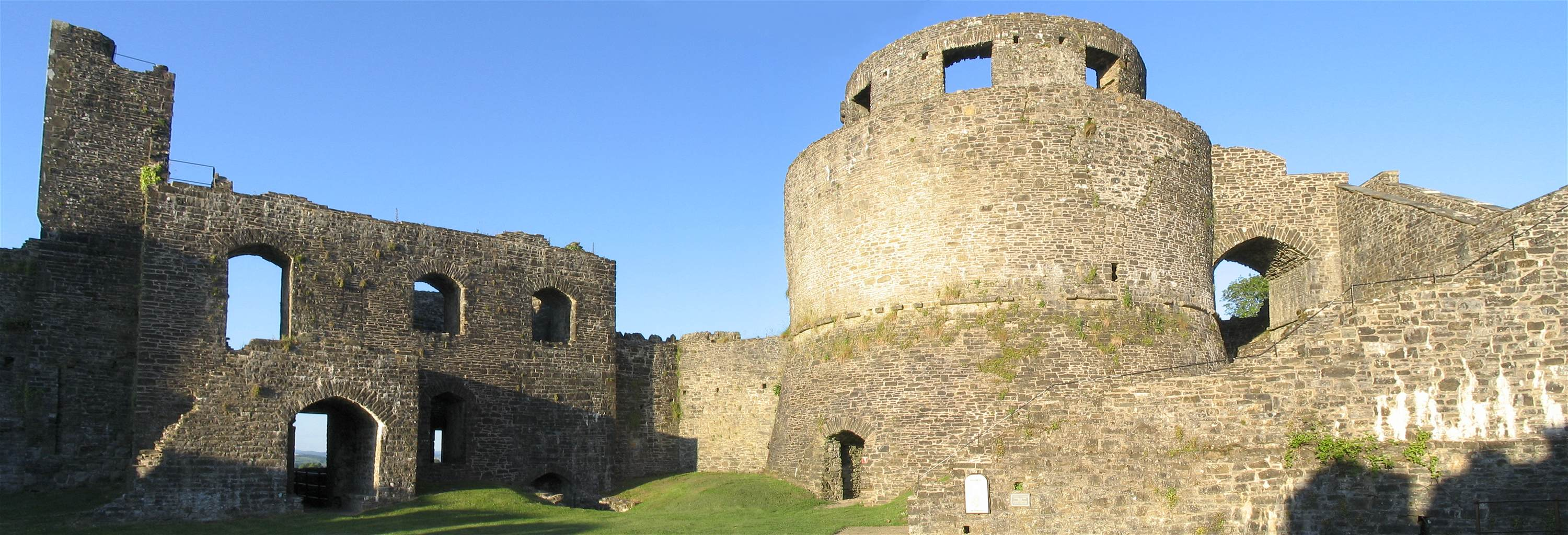
Restes de Dinefwr, seu dels reis que van governar Deheubarth.

- Maredudd ab Owain ab Edwin 1063-1072
- Rhys ab Owain 1072-1078
- Rhys ap Tewdwr 1078-1093
- Gruffydd ap Rhys 1135-1137
- Anarawd ap Gruffydd 1137-1143
- Cadell ap Gruffydd 1143-1153
- Maredudd ap Gruffydd 1153-1155
- Rhys ap Gruffydd 1155-1197
- Gruffydd ap Rhys II 1197-1201
- Maelgwn ap Rhys 1199-1230 (part)
- Rhys Gryg 1216-1234
- Maredudd ap Rhys Grug 1234 - 1271 (part)